# Brachynemurus ferox
Brachynemurus ferox is een insect uit de familie van de mierenleeuwen (Myrmeleontidae), die tot de orde netvleugeligen (Neuroptera) behoort. 
Brachynemurus ferox is voor het eerst wetenschappelijk beschreven door Walker in 1853.